# Lippstadt
Lippstadt (phát âm tiếng Đức: [ˈlɪpʃtat], Lippstadtⓘ) là một đô thị ở North Rhine-Westphalia, Đức. Nó là đô thị lớn nhất ở Soest.

## Địa lý
Lippstadt nằm ở thung lũng Lippe, khoảng 70 km về phía đông của Dortmund và khoảng 30 km về phía tây Paderborn.

### Thành phố láng giềng
| - Bad Sassendorf - Delbrück - Erwitte - Geseke - Langenberg | - Lippetal - Rietberg - Salzkotten - Wadersloh |

## Thành phố kết nghĩa
Lippstadt kết nghĩa với:
- Uden, Hà Lan, từ 1971